# Darren Pratley
Darren Anthony Pratley (né à Barking, banlieue de Londres, le 22 avril 1985) est un footballeur anglais évoluant au poste de milieu de terrain au club de Leyton Orient.

## Carrière en club

### Swansea City
À l'été 2006, Pratley est transféré à Swansea City, tout juste promu en Championship pour 100 000 £.
Durant l'été 2010, Swansea rejette une offre de Nottingham Forest de l'ordre de 1,5 million de livres, le contrat de Pratley expirant à l'été 2011, mais le joueur signe finalement un nouveau contrat de trois années supplémentaires avec le club gallois.

## Bolton Wanderers et après
Après la promotion de Swansea en Premier League, il signe pour le club de Bolton Wanderers un contrat de 4 ans.
Le 17 juillet, il rejoint Charlton Athletic.
Le 9 juin 2021 il rejoint Leyton Orient.

## Palmarès
Swansea City
- Playoffs de Championship
  - Vainqueur 2011
- League One
  - Vainqueur 2008.

Leyton Orient
- League Two
  - Vainqueur 2023

## Statistiques
| Saison      | Club         | Pays         | Championnat         | Coupes nationales |
| ----------- | ------------ | ------------ | ------------------- | ----------------- |
| 2003 - 2004 | Fulham       | Premiership  | 1 match             | 1 match           |
| 2004 - 2005 | Brentford    | League One   | 16 matchs / 1 but   | -                 |
| 2005 - 2006 | Brentford    | League One   | 34 matchs / 4 buts  | 4 matchs          |
| 2006 - 2007 | Swansea City | League One   | 28 matchs           | 4 matchs          |
| 2007 - 2008 | Swansea City | League One   | 42 matchs / 5 buts  | 8 matchs / 1 but  |
| 2008 - 2009 | Swansea City | Championship | 37 matchs / 4 buts  | 2 matchs          |
| 2009 - 2010 | Swansea City | Championship | 36 matchs / 7 buts  | 1 match           |
| 2010 - 2011 | Swansea City | Championship | 36 matchs / 10 buts | 5 matchs / 2 buts |

Dernière mise à jour : 30 mai 2011